# Waunfawr
Waunfawr est un village du Snowdonia dans le Pays de Galles.

## Personnalité liée à la commune
- John Evans (1770-1799) : explorateur, y est né.